# Parborlasia hutchingsae
Parborlasia hutchingsae är en djurart som tillhör fylumet slemmaskar, och som beskrevs av Gibson 1978. Parborlasia hutchingsae ingår i släktet Parborlasia och familjen Cerebratulidae. Inga underarter finns listade i Catalogue of Life.